# Erlau
Erlau é um município da Alemanha, situado no distrito de  Mittelsachsen, no estado da Saxônia. Tem 37,75 km² de área, e sua população em 2019 foi estimada em 3.178 habitantes.